# Brauselay
Die Brauselay ist ein Felsen an der Mosel in der Gemarkung Cond in Cochem, Rheinland-Pfalz, Deutschland und zugleich der Name eines Naturschutzgebietes.
Die Brauselay, auch als die Loreley an der Mosel bezeichnet, ragt 65 Meter steil über dem Fluss auf. Die Aussichtsplattform an der höchsten Stelle des Felsens liegt bei 150 Meter über NHN.
Der Fels ist aus quarzitischen Sandsteinbänken aufgebaut. Die weicheren Schieferlagen treten merklich zurück. Die Brauselay entstand vor 300 Millionen Jahren in der variszischen Orogenese, wo horizontal abgelagerte Meeresböden zu steil stehenden Gesteinsfalten zusammengeschoben wurden. Das Faltengebirge wurde im Laufe von Millionen Jahren abgetragen. Später schnitt sich die Mosel in den Gebirgsrumpf ein.
Das Naturschutzgebiet Brauselay umfasst neben dem gleichnamigen Felsen den gesamten Hangbereich auf der rechten Moselseite gegenüber dem Kloster Ebernach und Teile des Waldes oberhalb der Felsen. Die Unterschutzstellung erfolgte am 31. März 1941 durch die Bezirksregierung Koblenz.
Das Naturschutzgebiet zeichnet sich durch eine mediterrane Flora aus. Dies ist auf die trockenen Sommer im Regenschatten von Eifel und Hunsrück und auf die Ausrichtung der zwischen 30 und 40 Grad geneigten, wasserdurchlässigen Hänge nach Süden bedingt. Begünstigt wird dies auch durch die blauschwarzen Tonschiefer, welche die Sonnenwärme tagsüber gut speichern und nachts wieder abgeben. Dies führt dazu, dass in der Brauseley sowohl niedrige Gebüsche aus Berberitze, Buchsbaum, Weißdorn und Wildbirne als auch Steppenheidepflanzen und Trockenrasenfluren gedeihen. Hier leben unter anderem die Smaragdeidechse, die Schlingnatter und der Apollofalter, nach dem der Apolloweg benannt ist. Das Gebiet wird durch Ziegen aus Naturschutzgründen offen gehalten.

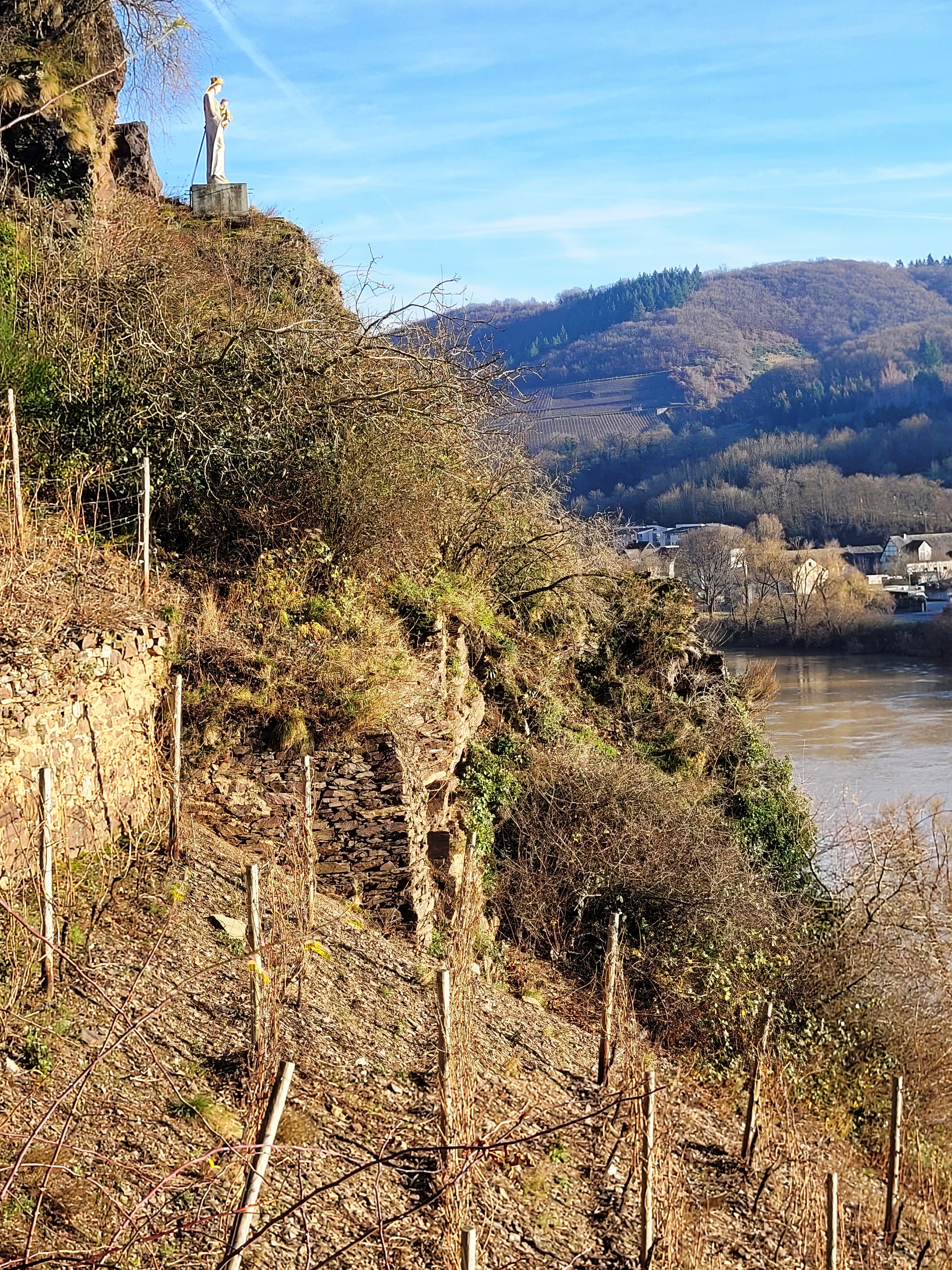
Traubenmadonna hoch über der Mosel

Auf einem Felsvorsprung der Brauselay steht eine Muttergottesstatue, genannt „Weiße Madonna“; eine Traubenmadonna mit dem Kinde, auf Erdkugel, Schlange und Mondsichel stehend. Sie wurde dort 1934 von Arbeitern der Conder Weinkellerei Hieronimi aufgestellt.
Vom nordwestlich liegenden Cochemer Ortsteil Cond aus führt ein Kreuzweg zu einem Aussichtspunkt oberhalb des Schutzgebiets. Von Cond führt der Apolloweg an den unteren Hangbereichen der Brauselay vorbei nach Valwig. Dieser ist teilweise mit dem Moselsteig identisch, der aber abzweigt und steil ansteigend durch das Naturschutzgebiet nach Valwigerberg führt.